# Bergua
Bergua es una localidad y antiguo municipio de España perteneciente al actual municipio de Broto, en el Sobrarbe, provincia de Huesca, Aragón. Se encuentra dentro de la zona conocida como Sobrepuerto. Recoge una población de 33 habitantes en la actualidad (INE 2021).

## Historia
Conserva una interesante arquitectura debido a la importancia que tuvo en siglos anteriores. Prácticamente deshabitado durante muchos años, en la actualidad empieza a poblarse de nuevo. Posee dos torres defensivas gemelas del siglo XVI, de planta rectangular con saeteras y ventanales; y una interesante iglesia del siglo XVI asentada sobre otra románica. En sus cercanías, la ermita de San Bartolomé, declarada bien de interés cultural (BIC), obra de los siglos X y XI de planta rectangular con triple ábside cuadrangular de estilo prerrománico y frescos del siglo XVII.
Al otro lado del río Forcos se emplaza el curioso eremitorio conocido como Iglesieta de los Moros.
Fue municipio indepediente hasta los años 1920, luego formó parte del municipio de Bergua-Basarán.

## Geografía humana

### Demografía
| Gráfica de evolución demográfica de Bergua entre 1842 y 1920 |
| |
| Población de derecho según los censos de población del INE. Población de hecho según los censos de población del INE.Entre el censo de 1857 y el anterior, crece el término del municipio porque incorpora a 225030 (Ayerbe de Broto). Entre el censo de 1930 y el anterior, este municipio desaparece porque se integra en el municipio 22538 (Bergua Basarán). |

### Localidad
Datos demográficos de la localidad de Bergua desde 1900:
| 190                   | 205 | 207 | 183 | 158 | 155 | 96 | 3 | 2 | 13 | 33 | 42 | 33 |
| (Fuente: IAEST e INE) |     |     |     |     |     |    |   |   |    |    |    |    |

- Datos referidos a la población de derecho.

### Antiguo municipio
Datos demográficos del municipio de Bergua como entidad independiente:
| 171           | 278 | 255 | 295 | 309 | 283 | 272 | 296 | 294 | -- | -- | -- |
| (Fuente: INE) |     |     |     |     |     |     |     |     |    |    |    |

- Entre el censo de 1857 y el anterior, crece el término del municipio porque incorpora el municipio de Ayerbe de Broto.
- Entre el censo de 1930 y el anterior, este municipio desaparece porque se integra en el municipio de Bergua-Basarán.
- Datos referidos a la población de derecho, excepto en los censos de 1857 y 1860 que se refieren a la población de hecho.

## Monumentos
- Ermita de San Bartolomé.
- Torre aneja a la iglesia.
- Torre Marcela.
- Iglesieta de los Moros.